# 모레노 토리첼리
모레노 토리첼리(이탈리아어: Moreno Torricelli moˈrɛːno torriˈtʃɛlli[*]; 1970년 1월 13일, 롬바르디아 주 에르바 ~)는 이탈리아의 전 축구 우측 수비수이자 감독이다. 토리첼리는 현역 시절에 여러 구단에서 활약했는데, 주로 유벤투스에서 가장 두드러지는 전성기를 보냈고, 몇 차례 주요 대회 우승을 거두었다. 그는 스페인의 에스파뇰에 잠깐 머물기도 했다. 국제대회에서 그는 이탈리아 국가대표팀 일원으로 유로 1996과 1998년 월드컵에 참가하기도 했다.

## 클럽 경력
토리첼리는 코모 도 에르바 출신으로, 쌍둥이 형제 파울로와 자매 아리안과 함께 삼남매의 가족에서 유년 시절을 보냈다. 그는 밀라노 도 베라노 브리안차에서 8세 때 축구를 시작했다. 그는 13세가 되었을 때 코모의 제의를 받아 지역 유소년 대회(Allievi Regionali)에 참가했지만, 기간이 끝나고 전 소속 아마추어 구단인 베라노 브리안차의 폴고레로 복귀했다.
그는 폴고레 소속으로 18세 때 1군까지 올라섰고, 이후 1987-88 시즌 끝에 지역 1부 리그인 "승격 리그"(Promozione) 승격 새내기 오조노로 이적했다. 그는 "승격 리그"에서 2년 동안 49번의 경기에 출전했다.
1990년에 오조노에서 카라테세로 이적한 후, 그는 공장 일로 생계를 꾸리면서 간간히 축구를 했는데, 카라테세는 아마추어 1부 리그 "지역간 리그"(Interregionale)에 참가하는 구단이었다.

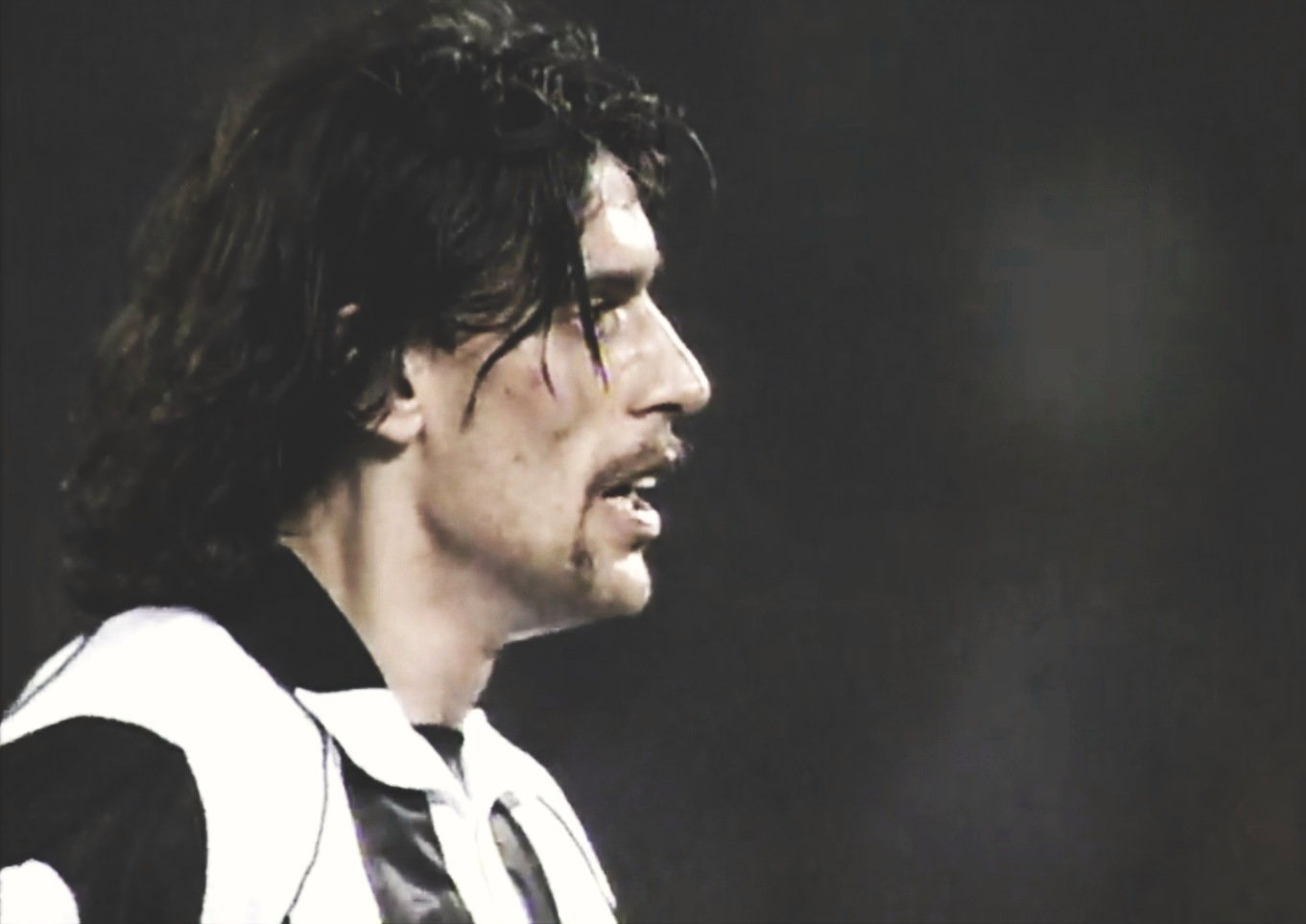
1998년, 유벤투스의 토리첼리

1992년 7월, 카라테세는 세리에 A의 유벤투스와 시즌 개막 전 친선전을 펼쳤다. 여기서 인상적인 활약으로 조반니 트라파토니 유벤투스 감독의 눈도장을 찍은 토리첼리는 얼마 지나지 않아 50M ITL에 토리노 연고 구단으로 이적했다. 그는 이전에 목수로 활약한 경력이 있기에, 그의 유벤투스 동료 로베르토 바조는 토리첼리와 한배를 탄 동안 그를 "제페토"라는 별칭으로 불렀다.
1992년 9월 13일, 그는 4-1로 이긴 아탈란타와의 경기에서 세리에 A 신고식을 치렀다. 그는 1년차에 빠르게 녹아들어 주전으로 도약했고, 1993년에 UEFA컵 결승전에서 도르트문트를 이기고 우승을 거두었다. 모자란 실력을 열정과 의지로 때운 그는 유러에서 손꼽히는 정상급 수비진에 이름을 올렸고, 주 역할은 우측 수비수였지만, 유벤투스 수비진 어느 역할이든 수행할 수 있었다. 유벤투스 시절, 토리노 연고 구단은 세계에서 손꼽히는 정상급 구단으로, UEFA컵 외에도 세리에 A를 3번, 수페르코파 이탈리아나를 2번, 그리고 코파 이탈리아를 1번, 챔피언스리그를 1번, UEFA 슈퍼컵을 1번, 그리고 인터콘티넨털컵을 1번 우승했고, 1996년부터 1998년까지 챔피언스리그 결승전에 3번 연속으로 밟았고, 1995년에는 UEFA컵 결승전에 1번 더 올라섰다.
1998년, 토리첼리는 유벤투스를 떠나 피오렌티나로 이적하여 은사였던 트라파토니 감독과 재회했다. 그는 피렌체에서 4년을 보내며 2000-01 시즌에 코파 이탈리아를 거머쥐었다. 그는 2003년 1월, 피오렌티나가 재정난으로 강등당한 후, 당시 한배를 탔던 선수들과 함께 구단을 떠났고, 토리첼리는 스페인의 에스파뇰에 입단했다. 2005년, 그는 아레초에서 마지막 시즌을 보내고 축구화를 벗었다.

## 국가대표팀 경력
토리첼리는 국가대항전에서 이탈리아를 대표하여 1996년부터 1998년까지 10번의 경기에 출전했다. 그는 유로 1996에서 아리고 사키호에 발탁되어 참가했지만, 조별 리그에서 충격적인 조기 탈락을 당했다. 토리첼리는 체사레 말디니호로 참가한 1998년 월드컵 본선에도 발탁되었는데, 이번에는 8강전에서 개최국이자 나중에 우승을 차지한 프랑스에 떨어졌지만, 이번에는 1경기도 출전하지 못했다.

## 경기 방식
오른발잡이 수비수인 토리첼리는 주로 우측 수비수를 맡지만, 다재다능한 선수로, 왼쪽에서도 무난히 자신의 역할을 다할 수 있고, 다른 역할로도 지역 방어 체계에 안성맞춤이었다. 그는 유망주 시절 최후방 수비수로 대인 방어에도 능했다. 눈에 띄는 기술력, 위상, 발재간이 모자란다는 평도 있지만, 근면하고, 끈질기고, 패기 넘치며, 믿음직하고, 의지가 충만한 이타적인 선수로, 활력이 넘치고 전술적 인지력이 뛰어난 선수였다. 그는 강인한 힘, 공중 경합력, 그리고 강인한 정신력의 소유자이기도 했다. 이러한 그의 장점은 그가 현역 시절 축구 선수로 성공하는데 밑거름이 되었다.

## 감독 경력
2009년 2월, 토리첼리는 토스카나 주 레가 프로 프리마 디비시오네의 피스토이에세 지휘봉을 잡으며 지도자로서 첫 발을 뗐다. 그는 최하위로 뒤처진 구단의 순위를 16위까지 올렸지만, 폴리뇨와의 강등 플레이오프에서 패해 잔류에 실패했다.
2009년 6월 23일, 그는 레가 프로 프리마 디비시오네의 필리네 감독으로 취임하여 3부 리그의 토스카나 중소 구단을 지휘하게 되었다. 그는 시즌 종료 후 구단을 떠났다.
2014년 여름, 그는 아오스타의 퐁-돈나/온-아르나 유소년부 감독이 되었다.

## 사생활
토리첼리는 바르바라를 배우자로 맞이했지만, 2010년 10월 27일에 백혈병으로 사별했다. 둘은 슬하에 아리안나, 알레시오, 그리고 오로라 세 자녀를 두었다.

## 수상
유벤투스
- 세리에 A: 1994–95, 1996–97, 1997–98
- 코파 이탈리아: 1994–95
- 수페르코파 이탈리아나: 1995, 1997
- 인터콘티넨털컵: 1996[18]
- 챔피언스리그
  - 우승: 1995–96[19]
  - 준우승: 1996–97,[20] 1997–98[21]
- UEFA컵
  - 우승: 1992–93[22]
  - 준우승: 1994–95[23]
- UEFA 슈퍼컵: 1996[24]

피오렌티나
- 코파 이탈리아: 2000–01